# Acer Aspire

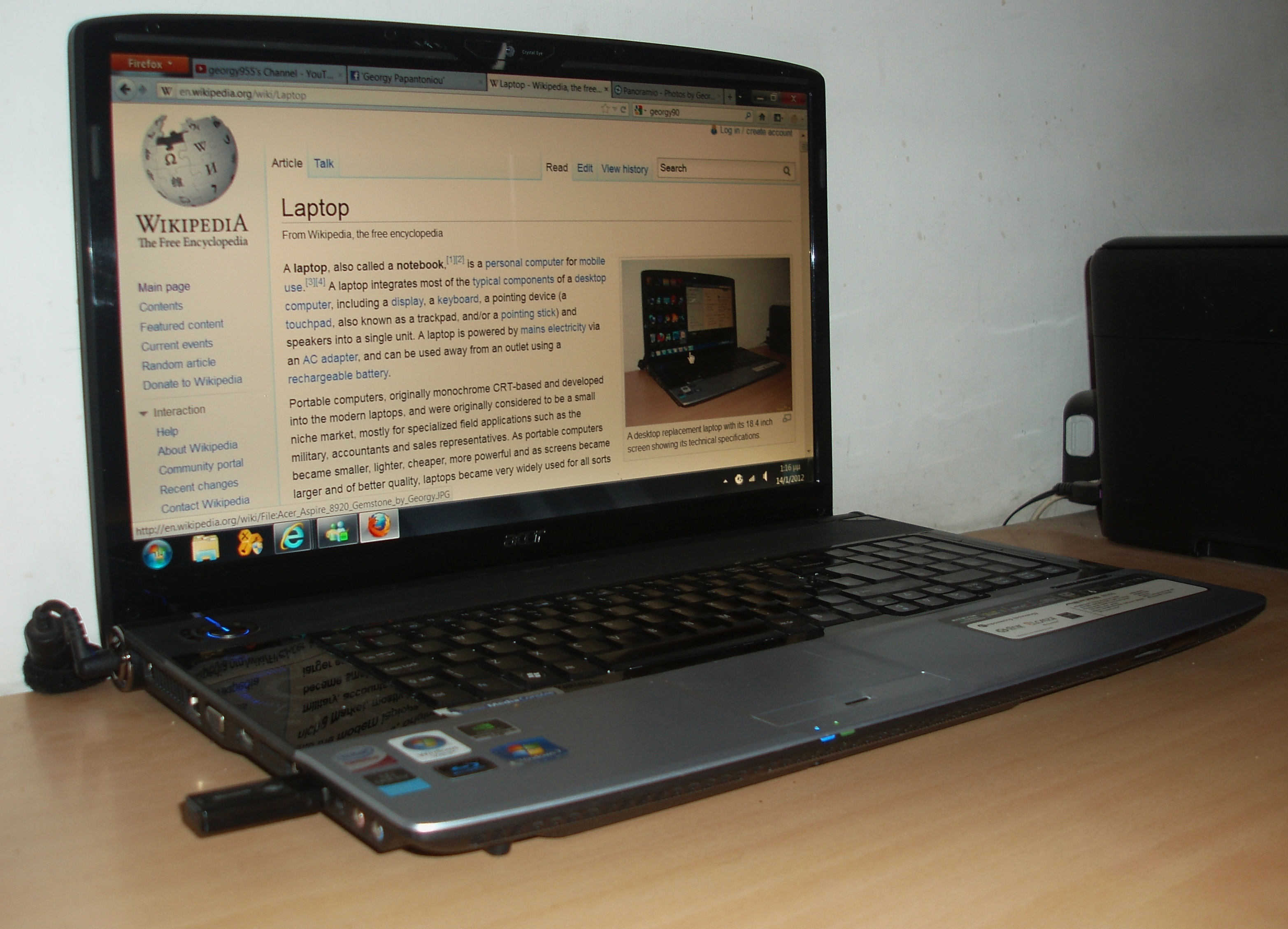
Acer Aspire 8920.

Acer Aspire é uma linha de computadores da marca Acer. De entre eles destaca-se o Acer Aspire One.

## Modelos da linha Aspire
Muitos dos portáteis da linha Aspire, como o modelo 8920G, têm drives Blu-Ray.  A Acer foi uma das primeiras marcas a incluir estas drives nos portáteis.